# وربیتسا (آرانجلوواتس)
وربیتسا (به صربی: Vrbica) یک منطقهٔ مسکونی در صربستان است که در آرانجلوواس واقع شده‌است. وربیتسا ۳٬۵۳۶ نفر جمعیت دارد.